# Epe (Nigeria)
Koordinaten: 6° 35′ N, 4° 0′ O
Epe ist eine Hafenstadt in Nigeria im Bundesstaat Lagos mit 87.289 Einwohnern. Die LGA (Local Government Area) hat eine Bevölkerung von ungefähr 250.000 Einwohnern.
Epe liegt ca. 60 km östlich der Hauptstadt Lagos und ca. 25 km südlich von Ijebu-Ode. Epe wurde in der Mitte des 18. Jahrhunderts als wichtiger Hafen für das Königreich der Ijebu gegründet, hat heute aber nur noch regionale Bedeutung. Verschifft werden vor allem landwirtschaftliche Produkte (Fisch, Mais, Maniok, Gemüse, Kokosnüsse, Feuerholz), in früheren Zeiten auch Sklaven.